# Catharus ustulatus
El zorzalito de Swainson, (Catharus ustulatus), es una especie de ave paseriforme de la familia Turdidae. Cría en el norte y oeste de América del Norte e inverna en América Central y América del Sur hasta Argentina.

## Descripción
Miden unos 16-18 cm de largo. Su dorso es castaño (más olivado en las subespecies orientales y más rojizo en las del Pacífico), en la parte superior del pecho, en el área auricular y el lorum (espacios entre ojos y pico), tienen manchas castañas sobre pardo amarillento claro, el anillo ocular es notoriamente pardo amarillento claro. Vientre y pecho inferior blancos. La parte inferior de las alas tiene el patrón blanco-oscuro-blanco característico del género. Las piernas son rosadas.

## Distribución y hábitat
Su hábitat reproductivo son los bosques de coníferas de Alaska, Canadá y el norte de Estados Unidos. Y también bosques caducos en la costa del Pacífico de Norteamérica. Migra para invernar en el sur desde el sur de México hasta Argentina. La subespecie del Pacífico migra por la costa hasta América Central desde el sur de México hasta Costa Rica, mientras que la subespecie de tierra adentro migra hacia el este dentro de Norteamérica (en un recorrido sustancialmente desviado de la ruta más corta), y en el occidente del continente vira al sur hacia la Florida, transitando por México y América Central para invernar en Panamá y en América del Sur hasta Bolivia y el Norte de Argentina (excluyendo las Guayanas, Paraguay y Uruguay). Su hábitat invernal son los bosques abiertos y matorrales. Como errante es muy raro en Europa.
Es un ave de paso rara en Bahamas y en Cuba, donde es llamado tordo de espalda olivada. En Chile, República Dominicana y en Puerto Rico es errante y es llamado zorzal o zorzalito de Swainson. También es errante en Jamaica, Islas Caimán, Curazao, Bonaire y Barbados
Puede ser desplazado por la especie Catharus guttatus cuando sus áreas de distribución se superponen. Posiblemente se debe a que esa especie se adapta mejor a los cambios ambientales producidos en su hábitat por el ser humano. Al menos en los territorios de invernada el Zorzalito de Swainson tiende a mantenerse alejado de las construcciones y otras actividades humanas.

## Comportamiento
Se alimentan en el suelo del bosque, también en los árboles. Comen principalmente insectos, frutas y bayas
Hacen un nido de copa en ramas horizontales de árboles.
El canto es una serie apurada de tonos aflautados en espiral ascendente.

## Subespecies

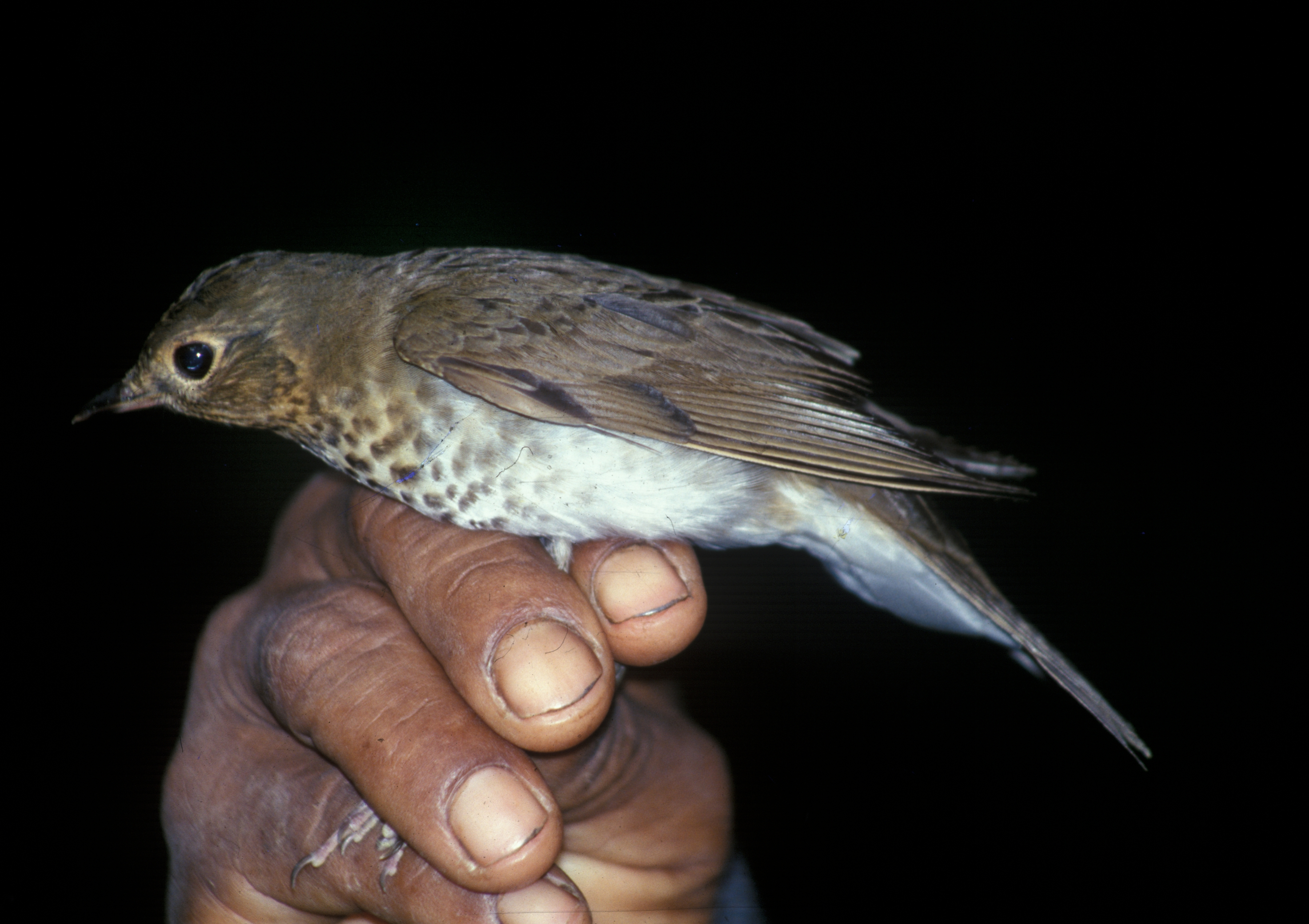
Adulto.

Se reconocen cuatro subespecies, Cathartus ustulatus alame, C. u. swainsoni, C. u. ustulatus y  C. u. oedicus.
Las subespecies Cathartus ustulatus alame y C. u. swainsoni pasan el verano en el este de las Montañas de la Costa en Columbia Británica, en las Montañas de las Cascadas y en la Sierra Nevada. Las subespecies C. u. ustulatus y C. u. oedicus pasan el verano hacia el oeste del área de distribución de las anteriores. Hay una pequeña área donde se superponen las distribuciones en las Montañas de la Costa. Trabajos sistemáticos moleculares recientes confirman que estos dos pares de subespecies forman dos clados genéticamente distintos, denominados clados continental y costero, los cuales divergieron durante el Pleistoceno tardío, probablemente hace unos 10 000 años cuando terminó la última era glacial y los hábitats se desplazaron a lo largo de América del Norte.
Las diferencias genéticas entre las subespecies y la ruta migratoria desviada de las subespecies continentales, sugiere fuertemente que esta especie tuvo una rápida expansión de su área de distribución al terminar la última era glacial con las poblaciones que originalmente pasaban el verano en el sudeste de Norteamérica expandiéndose hacia el norte y el oeste a medida que el hielo retrocedía. Detalles del análisis genético molecular apoyan la hipótesis de la expansión rápida de las dos poblaciones, la costera y la continental. Las actuales rutas migratorias de las poblaciones continentales, especialmente las del oeste, no son óptimas en términos ecológicos, y presumiblemente representan un patrón de ruta histórica heredado que no se ha adaptado todavía a las locaciones modernas de estas aves.
Sin contradecir los anteriores resultados, análisis de los datos de secuencias de ADN mitocondriales en citocromo b y en la subunidad 2 de la NADH deshidrogenasa, así como del intrón 7 del beta-fibrinógeno nuclear muestran que el Zorzalito de Swainson es la especie más antigua dentro de su género en América del Norte; no está estrechamente emparentada con otras especies de Catharus y las similitudes externas con otras especie de América del Norte se deben a evolución convergente.